# Atari Falcon
Atari Falcon (Atari Falcon030 Multimedia System) – ostatni z komputerów firmy Atari, wprowadzony do seryjnej produkcji pod koniec roku 1991 i dostępny w sprzedaży od roku 1992, jako następca serii ST/E. Produkowany był tylko do roku 1993, kiedy Atari postanowiło skoncentrować wszystkie siły na równolegle opracowywanej konsoli Jaguar. W Polsce, wydano 4 stycznia 1993 roku.

## Opis
Falcon 030 jak na swoje czasy był bardzo zaawansowanym i ambitnym projektem komputera domowego, dającym każdemu za przystępną cenę możliwości ówczesnych systemów multimedialnych. Oparto go na architekturze serii ST/E, główny procesor zastąpiono 32-bitowym procesorem Motorola 68030 oraz, co wyróżniało go spośród innych komputerów domowych, wyposażono w procesor sygnałowy Motorola 56001. Komputer w fazie projektowej nosił nazwę Sparrow (ang. Wróbel) i był czymś w rodzaju karty rozszerzającej dla Atari 1040 STE nakładanej na procesor korzystającej z architektury ST. Powstał komputer o niespotykanych jak na owe czasy możliwościach, ale i z niejasnych powodów niedopracowany. W ostatniej chwili do pierwszych prototypów nazwanych FX-1 dołożono długo oczekiwany nowy procesor graficzny o nazwie Videl o pełnym 32-bitowym dostępie do pamięci, lecz pozostała część systemu nie została przeprojektowana i szerokość magistrali miała tylko 16 bitów, co w efekcie sprawiło, że moce użytych procesorów nie mogły być wykorzystane w pełni.
Falcon 030 pomimo swoich bogatych możliwości w praktyce był modelem low-end, o architekturze zamkniętej, właściwie nie przeznaczonym do rozbudowy. Był następcą i kontynuatorem Atari ST. Traktowano go jednak jako system przejściowy do komputera high-end opartego na architekturze wyrastającej na serii ST. W tym samym czasie w laboratoriach firmy opracowywano wersję Falcon 040, był on połączeniem wszystkich najlepszych rozwiązań zastosowanych dotychczas przez inżynierów Atari, oparty na procesorze Motorola 68040 z pełną szyną i z nowym chipsetem, pamięcią FastRam znaną dotychczas z TT030 w standardzie, układem graficznym Leonardo 24-bit, obudową desktop i złączami rozszerzeń. Powstało kilka prototypów, ale nie wyszły one z fazy betatestów. Krążyły też informacje o wersji Falcona 030 w nowej obudowie i z poprawkami, chociaż w specyfikacji nowych układów mowa jest o obsłudze procesora 68030, to dzisiaj nie jest jasne, czy na rynku pojawić miał się tylko jeden nowy model, czy może brano pod uwagę bardziej rozwojowe podejście do nowych rozwiązań i rozszerzenie oferty. Znane są prototypy obudów różniące się znacznie wielkościami. Natomiast wiadomo tylko o prototypach w wersji opartej na 68040.

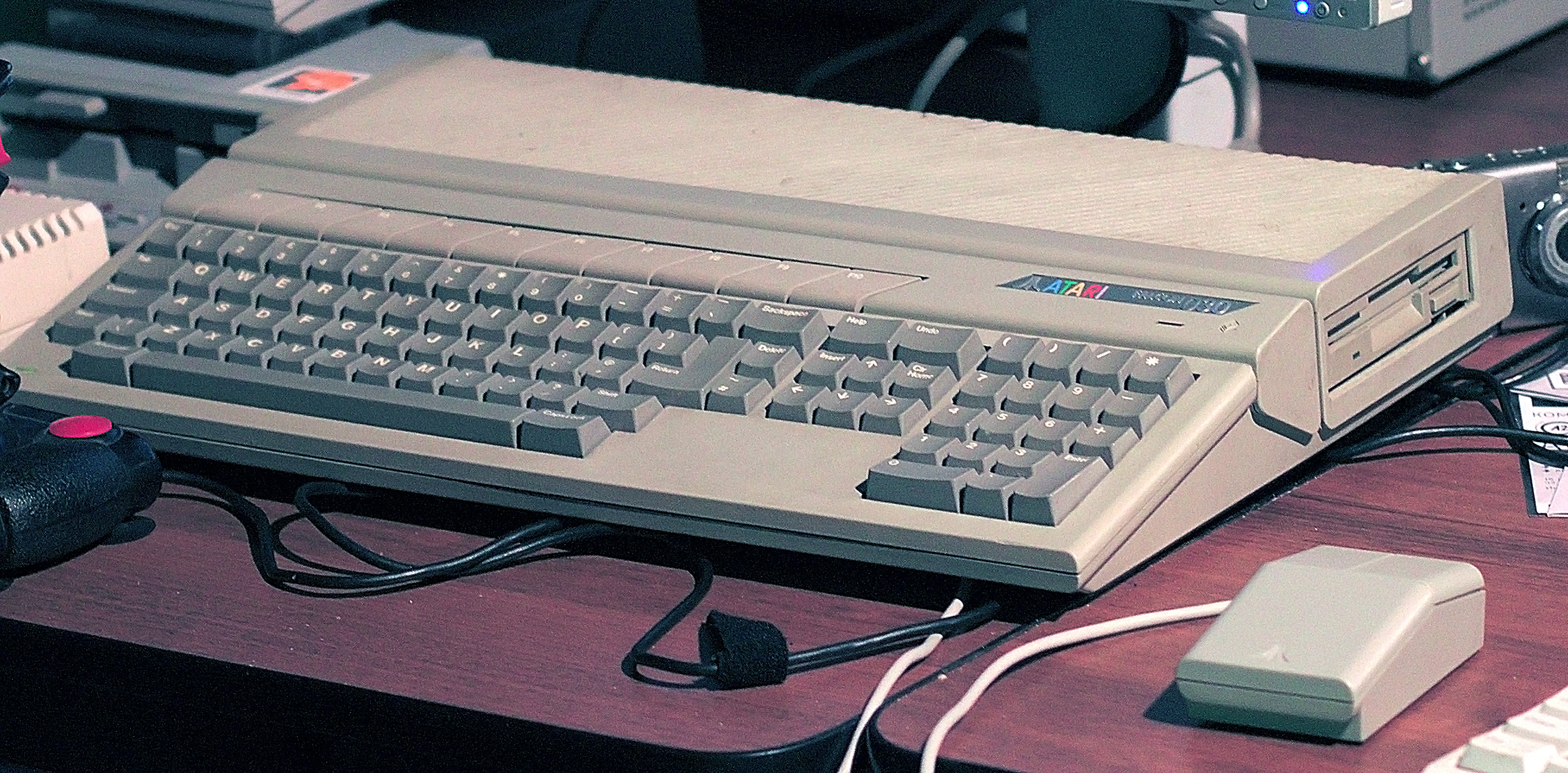
Atari Falcon030 - komputer z widoczną stacją dysków oraz z myszką.

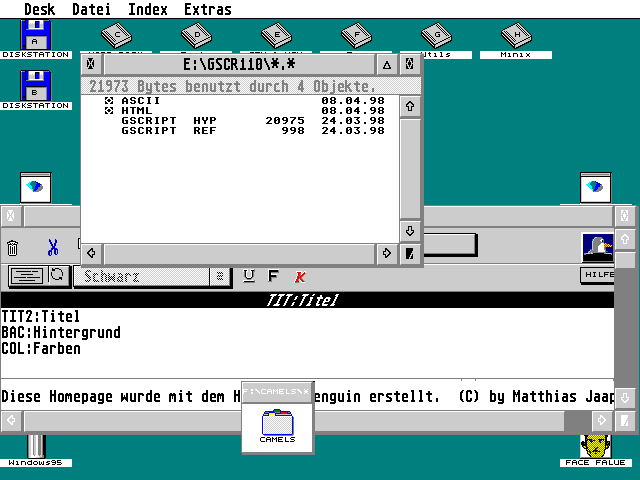
System operacyjny Atari Falcon030 TOS492

Po decyzji o rezygnacji z rynku komputerów wyprodukowane już zapasy Falcona wraz z licencją wykupiła niemiecka firma C-Lab działająca na rynku sprzętu audio. Falcon był sprzedawany od tej chwili tylko przez C-Lab pod własną marką jako C-LAB Falcon. Poza tym nie różnił się znacząco od wersji Atari. Kolejno sprzedawane modele miały wprowadzone nieznaczne modyfikacje, ale właściwie nie różniły się technicznie. Modele MK I miały standardowo zmodyfikowane wyjścia dźwięku – przystosowane do poziomów liniowych. Model MK II wyposażono w wewnętrzny szybki dysk SCSI umożliwiający harddisk-recording. Najbardziej zmieniony był Model MK X, zastosowano w nim nową obudowę slim desktop, dołożono profesjonalne gniazda dźwięku.

## Rozszerzenia i  modyfikacje
Pomimo tego, że Falcon był komputerem o zamkniętej architekturze, powstało wiele urządzeń rozszerzających jego możliwości – wśród najważniejszych znajduje się karta turbo CT60 oparta na procesorze Motorola 68060 oraz CTPCI. Rozwiązań przyśpieszenia Falcona było jednak więcej jedną z nich była karta Mighty Sonic 32, która posiadała taki sam procesor jednak taktowany zegarem 32 MHz, droższa wersja tejże karty dodatkowo oferowała 8 slotów na pamięci typu SIMM stosowanych ówcześnie w komputerach klasy PC, co umożliwiało rozbudowę pamięci TT-RAM do 128 MB. 
Społeczność entuzjastów prowadzi prace nad następcą Falcona opartym na procesorze ColdFire – Atari Coldfire Project – konstrukcja jest obecnie w fazie prototypowej.

## DSP
Wiele programów dla Atari Falcon wykorzystuje DSP, zaczynając od programów graficznych (np. viewery), przez muzyczne (bardzo liczne), gry, a na programach demoscenicznych kończąc. Początkowo dużo programów muzycznych typu tracker wykorzystywało DSP do zwielokrotniania ilości ścieżek dźwiękowych (kilkadziesiąt było ówcześnie nieosiągalne na innych komputerach domowych), następnie pojawiała się też możliwość dodawania efektów do konkretnego instrumentu. 
Wraz z komputerem otrzymywało się program, który umożliwiał doczytywanie i łączenie efektów (echo, equalizer itp.) do dźwięku z zewnętrznego źródła (np. odtwarzacza CD itp.). Spotkać też można było zaawansowane analizatory widma (oscyloskop audio), w programach typu hard-disk recording, z reguły istniała możliwość dodawania efektów DSP (szeregowo, równolegle i z bocznikiem).
Pierwsza wersja programu Cubase Audio dostępna dla komputera domowego, pojawiła się właśnie dla Atari Falcon 030. Wcześniej programy tego typu w profesjonalny sposób umożliwiały edycję sygnałów MIDI, lecz ta wersja równolegle umożliwiała wygodną pracę z cyfrowymi ścieżkami (próbkami dźwięku). Program w bardzo zaawansowanym zakresie wykorzystywał możliwości komputera (interfejsy) oraz DSP. Generował efekty w czasie rzeczywistym oraz bardziej zaawansowane, które wymagały czasu i wolnej przestrzeni na dysku twardym.
Jednym z ciekawszych przykładów wykorzystania procesora sygnałowego może być program ACE Tracker, dzięki któremu program typu Tracker zyskał możliwość syntezy dźwięku.

## Specyfikacja techniczna[3]
- Architektura:
  - Procesor: Motorola MC68030 @ 16 MHz z pamięcią podręczną 256 bajtów dla danych i 256 bajtów dla kodu
  - FPU (opcjonalnie): Motorola MC68881 lub Motorola MC68882
  - DSP: Motorola 56001 DSP @ 32 MHz z pamięcią podręczną
  - Pamięć: 1, 4 lub 14 MB RAM i 512 KB ROM
  - Szyna: taktowanie 16 MHz, szerokość 16 bitów
  - Złącze na kartę procesorową (np. CT63 – MC68060 od 33 do 110 MHz, do 512 MB SDRAM)

- Grafika:
  - w pełni programowalny procesor VIDEL
  - 18-bitowa paleta barw – 262 144 kolorów
  - rozdzielczość VGA 640x480 + overscan w 256 kolorach
  - rozdzielczość TV/RGB 640x400 + overscan w 65 536 kolorach
  - BLiTTER i rozdzielczości Atari ST dla kompatybilności

- Dźwięk:
  - CODEC – 8 kanałów DMA o rozdzielczości 16-bitowej, przy maks. próbkowaniu 50 kHz
  - koprocesor Sound DMA – nagrywanie i odtwarzanie dźwięku stereo o rozdzielczości 16-bitowej
  - Yamaha 'Y3439-F (kompatybilny z YM-2149) – programowalny generator dźwięku (PSG) firmy Yamaha, umożliwiający trzykanałową syntezę dźwięku.
  - DSP – cyfrowe efekty w czasie rzeczywistym, hard-disk recording,

- Peryferia:
  - dysk twardy IDE 2,5"
  - stacja dysków 1,44 MB 3,5"
  - zewnętrzne złącze SCSI-II
  - zegar czasu rzeczywistego (RTC) podtrzymywany bateryjnie z NVRAM
  - złącze DSP

## Emulacja
- Hatari emuluje architekturę Falcona.
- Aranym